# .sh
.sh is het achtervoegsel van domeinen van websites uit het eiland Sint-Helena.